# Megaceras inexspectatus
Megaceras inexspectatus är en skalbaggsart som beskrevs av Roger Paul Dechambre 1998. Megaceras inexspectatus ingår i släktet Megaceras och familjen Dynastidae. Inga underarter finns listade i Catalogue of Life.